# CFU-GM

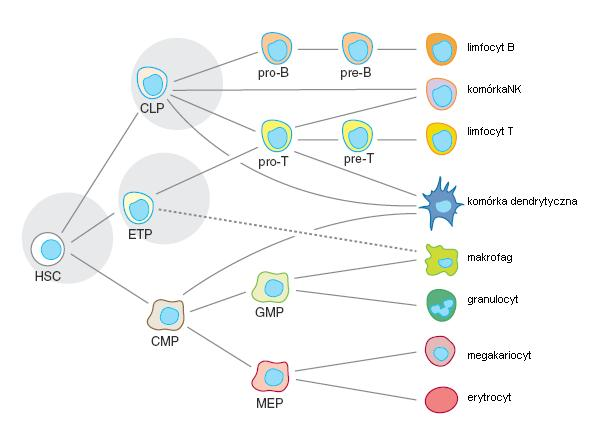
Arbre de développement des cellules souches sanguines

Les CFU-GM sont des cellules de la moelle osseuse précurseurs des CFU-G, à l'origine des granulocytes, et des CFU-M, à l'origine des monocytes et macrophages.

Il existe une certaine controverse sur les granulocytes dérivés de CFU-GM.
- Il y a peu de désaccord sur le fait que les neutrophiles proviennent de CFU-GM.
- Certaines sources affirment que les basophiles proviennent également de CFU-GM, mais que les éosinophiles proviennent de " CFU-Eos ".
- D'autres sources affirment que les basophiles ne proviennent pas de CFU-GM, mais d'une CFU distincte, intitulée " CFU-Baso ".